# British Empire and Commonwealth Games 1962
De zevende British Empire and Commonwealth Games, een evenement dat tegenwoordig onder de naam Gemenebestspelen bekend is, werden gehouden van 22 november tot en met 1 december 1962, in Perth, Australië.
Een evenaring van het recordaantal van 35 teams uit 1958 nam deel. Debuterende teams waren Aden, Brits-Honduras, Papoea-Nieuw-Guinea, Saint-Lucia en Tanganyika. De eerdere deelnemers Noord- en Zuid-Rhodesië namen nu gezamenlijk deel als de Federatie van Rhodesië en Nyasaland. De staten Malaya, Noord-Borneo (Sabah) en Sarawak namen deze editie voor de laatste keer zelfstandig deel. Van alle eerdere deelgenomen landen ontbraken Bermuda, India, Nigeria, Saint Vincent en de Grenadines en Sierra Leone. Ook Zuid-Afrika ontbrak als gevolg van de apartheidpolitiek waardoor de deelname van Zuid-Afrika niet langer gewenst was, pas in 1994 keerde Zuid-Afrika terug.
Dezelfde negen sporten als op de edities van 1950, 1954 en 1958 werden beoefend. De openingsceremonie en de atletiekwedstrijden vonden plaats in het voor deze spelen gebouwde ‘Perry Lakes Stadium‘, de zwemwedstrijden in het voor deze spelen gebouwde ‘Beatty Park’.

## Deelnemende teams

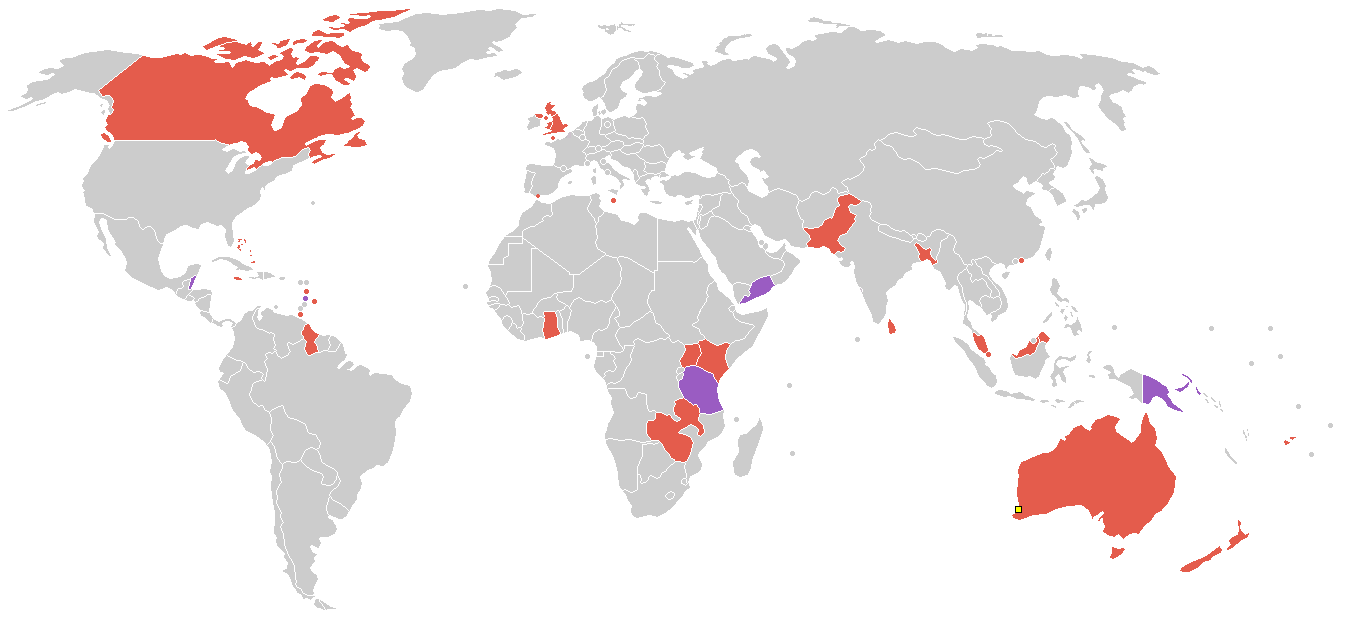
Deelnemende teams

## Sporten
| Sport                            | Onderdelen | Onderdelen | Onderdelen |
| Sport                            | Tot.       | M          | V          |
| -------------------------------- | ---------- | ---------- | ---------- |
| Atletiek                         | 31         | 21         | 10         |
| Boksen                           | 10         | 10         | 0          |
| Bowls                            | 3          | 3          | 0          |
| Gewichtheffen                    | 7          | 7          | 0          |
| Roeien                           | 6          | 6          | 0          |
| Schermen                         | 7          | 6          | 1          |
| Wielersport                      | 5          | 5          | 0          |
| Worstelen                        | 8          | 8          | 0          |
| Zwemsport Schoonspringen Zwemmen | 4 23       | 2 13       | 2 10       |
| Totaal                           | 104        | 104        | 112        |

## Medailleklassement
|        | Land                   | Goud | Zilver | Brons | Totaal |
| ------ | ---------------------- | ---- | ------ | ----- | ------ |
| 1      | Australië              | 38   | 36     | 31    | 105    |
| 2      | Engeland               | 29   | 22     | 27    | 78     |
| 3      | Nieuw-Zeeland          | 10   | 12     | 10    | 32     |
| 4      | Pakistan               | 8    | 1      | 0     | 9      |
| 5      | Canada                 | 4    | 12     | 15    | 31     |
| 6      | Schotland              | 4    | 7      | 3     | 14     |
| 7      | Ghana                  | 3    | 5      | 1     | 9      |
| 8      | Jamaica                | 3    | 1      | 1     | 5      |
| 9      | Kenia                  | 2    | 2      | 1     | 5      |
| 10     | Singapore              | 2    | 0      | 0     | 2      |
| 11     | Oeganda                | 1    | 1      | 4     | 6      |
| 12     | Rhodesië en Nyasaland  | 0    | 2      | 5     | 7      |
| 13     | Wales                  | 0    | 2      | 4     | 6      |
| 14     | Bahama-eilanden        | 0    | 1      | 0     | 1      |
| 15     | Fiji                   | 0    | 0      | 2     | 2      |
| 15     | Trinidad en Tobago     | 0    | 0      | 2     | 2      |
| 17     | Barbados               | 0    | 0      | 1     | 1      |
| 17     | Brits-Guiana           | 0    | 0      | 1     | 1      |
| 17     | Jersey                 | 0    | 0      | 1     | 1      |
| 17     | Malakka                | 0    | 0      | 1     | 1      |
| 17     | Noord-Ierland          | 0    | 0      | 1     | 1      |
| 17     | Papoea en Nieuw-Guinea | 0    | 0      | 1     | 1      |
| Totaal | Totaal                 | 104  | 104    | 112   | 320    |

Atletiek · Boksen · Bowls · Gewichtheffen · Roeien · Schermen · Schoonspringen · Wielersport · Worstelen · Zwemmen
1930 ·
1934 ·
1938 ·
1950 ·
1954 · 
1958 · 
1962 · 
1966 ·
1970 · 
1974 ·
1978 ·
1982 ·
1986 ·
1990 ·
1994 ·
1998 ·
2002 ·
2006 ·
2010 ·
2014 ·
2018 ·
2022 ·
2026